# Proposition de référendum d'initiative partagée sur le bien-être animal

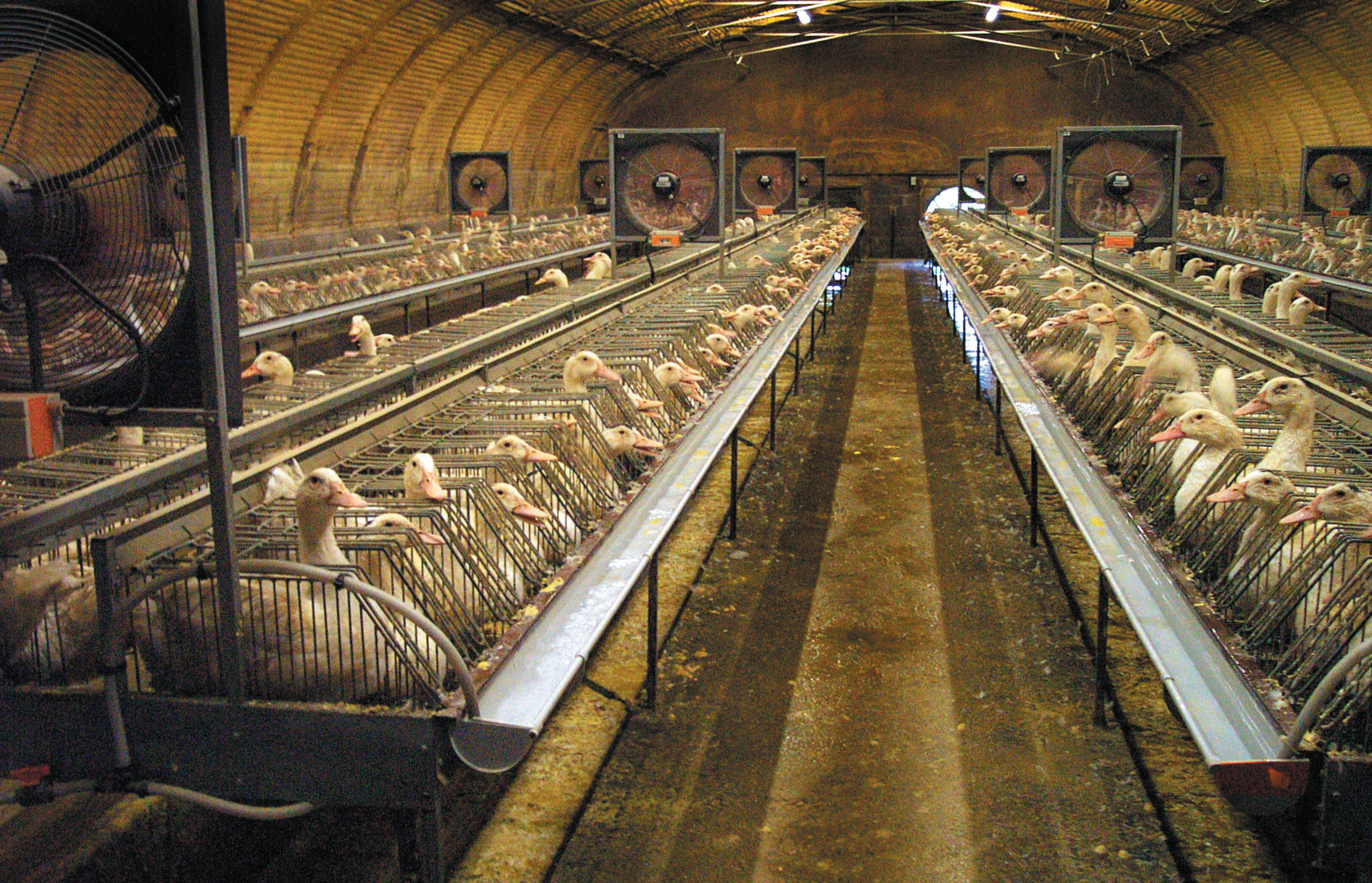
Salle de gavage pour canards destinés à l'industrie du foie gras, équipée en cages individuelles (sud-ouest de la France, 2004).

La proposition de référendum d'initiative partagée sur le bien-être animal (souvent appelé « référendum pour les animaux » ou « RIP Animaux ») est un texte de défense des animaux dans lequel figurent six mesures, lesquelles permettraient d'améliorer le sort d'« un milliard d'animaux par an » selon ses initiateurs.
Lancée en France le 2 juillet 2020, il ne s'agit pas exactement d'un projet de référendum d'initiative partagée, au contraire de celui sur les aéroports de Paris, car la proposition n'a jamais été déposée officiellement par les parlementaires.
Le texte propose les mesures suivantes :
- la sortie de l'élevage intensif (accès à l'extérieur obligatoire pour toute nouvelle exploitation, interdiction totale de l'élevage en bâtiment fermé sans accès à l’extérieur en 2040) ;
- l'interdiction de l'élevage en cages (à l'horizon 2025) ;
- la fin de l'élevage pour la fourrure (à l'horizon 2025) ;
- l'interdiction de la chasse à courre, du déterrage et des chasses dites « traditionnelles » telles que la chasse à la glu ;
- l'interdiction des expérimentations sur les animaux si une alternative est possible ;
- l'interdiction de l'utilisation d'animaux sauvages dans les spectacles de cirques ou de parcs.

La proposition provient de trois chefs d'entreprises, Xavier Niel, Marc Simoncini et Jacques-Antoine Granjon, associés au journaliste Hugo Clément et avec le soutien de 57 associations de défense des animaux et de l'environnement dont L214, Sea Shepherd, la Société protectrice des animaux, la Ligue pour la protection des oiseaux, la Fondation Brigitte-Bardot et l'Association pour la protection des animaux sauvages et d'une soixantaine de personnalités.
L'initiative reçoit, au 6 mai 2021, l'appui de 151 parlementaires sur les 185 nécessaires pour l'organisation du référendum.

## Contexte

### Émergence de la cause animale dans le débat public
La proposition de référendum d'initiative partagée intervient alors qu'une loi visant à qu'une seconde loi améliorer la condition animale et la lutte contre la maltraitance est proposée par Laëtitia Romeiro Dias le 30 juin, soutenue par une soixantaine de députés. Une seconde loi, visant à améliorer le bien‑être des animaux de compagnie est proposée par Loïc Dombreval (président du groupe d’études « Condition animale » de l'Assemblée nationale) le 28 juillet est soutenue par plus de 150 députés français.
Dans les mois et les années précédents, de multiples scandales de maltraitance animale participent à la transformation de l'opinion publique et à l'installation de la condition animale dans l'agenda politique français,. Autre signe d'un intérêt nouveau, le Parti animaliste (fondé en 2016) est parvenu à déposer une liste aux élections européennes de 2019 qui a recueilli 2,2 % des suffrages exprimés. Enfin, un sondage réalisé fin mai 2020 révèle que 95 % des Français considèrent qu'un animal a des droits (63 % répondent « Oui tout à fait » et 32 % « Oui en quelques sortes »).

### Accusations d'inaction et de proximité avec les chasseurs
Pourtant, dans son éditorial du 19 août 2020, le journal Le Monde dresse un constat d'inaction de la part de la France, « en retard sur d'autres pays européens », et des parlementaires français, qu'il juge « sensibles à l'influence des lobbys, tout particulièrement celui de l'industrie agroalimentaire, des agriculteurs de la FNSEA et des chasseurs », de même qu'Emmanuel Macron, « un chef de l'Etat qui les cajole ». Selon Christophe Traïnin, chercheur en science politique, et Christophe Marie, porte-parole de la Fondation Brigitte-Bardot, les fédérations de professionnels de la filière viande ou de la chasse (Fédération nationale des chasseurs, la FNSEA, la Société centrale canine) mène des actions de lobbying intenses auprès des élus « pour que rien ne change au sujet de la cause animale ». Pour Marie, la France est la « lanterne rouge » de l'Europe sur la question du bien-être animal, qui se joue souvent à l'échelon européen : « La France a tenté, par exemple, de bloquer l'interdiction de l'expérimentation animale pour les cosmétiques ». Romain Espinosa, chargé de recherche au CNRS, oppose lui aussi « les aspirations des Français en matière de bien-être animal » au « manque d'ambition de la part du pouvoir législatif et du gouvernement », et inclut également la forte influence des lobbys parmi les enjeux à relever pour la mise en place du référendum.
Le 6 juillet, soit quelques jours après le lancement de l'initiative, est formé le gouvernement Jean Castex, qui inclut Éric Dupond-Moretti comme garde des sceaux, ministre de la Justice. Fervent défenseur de la chasse, il préface avant d'entrer au gouvernement un livre de Willy Schraen, intitulé Un chasseur en campagne et paru le 18 août, où il qualifie certains militants écologistes « d'intégristes » et « d'illuminés » et les défenseurs de la cause animale d'« ayatollahs de l'écologie [qui se serviront du livre] pour allumer le barbecue où ils cuiront leurs steaks de soja ». Ces déclaration provoquent une intense polémique. Schraen y qualifie également les défenseurs de la cause animale de « terroristes » et y dresse un portrait élogieux d'Emmanuel Macron, avec lequel il se targue d'avoir des liens privilégiés, lui qui a autorisé la division par deux du prix du permis de chasse en 2018,.

## Historique

### Lancement et signataires

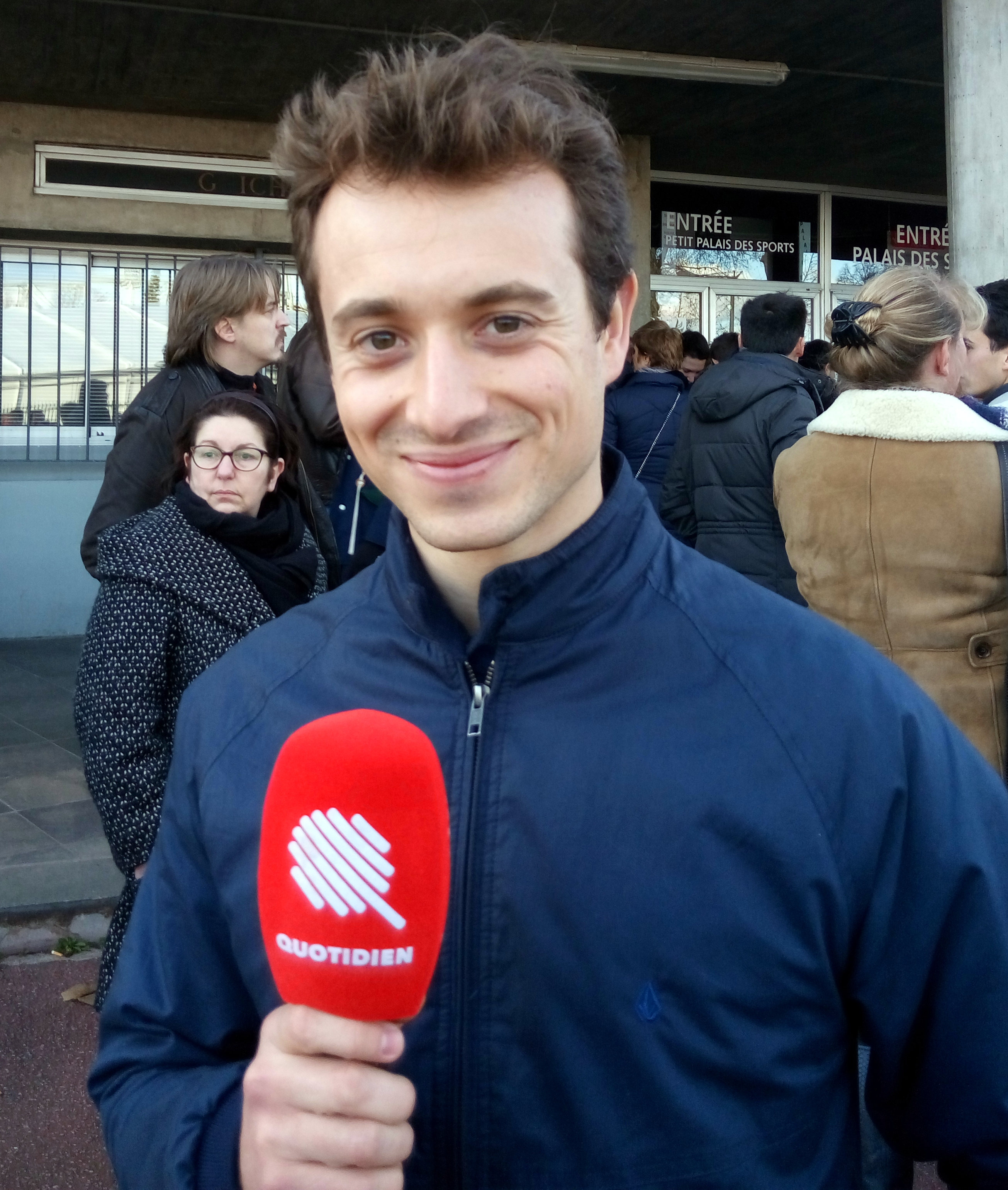
Hugo Clément, ici en 2017.

L'initiative est lancée en France le 2 juillet 2020. Elle provient de la concertation de trois grands chefs d'entreprise (Xavier Niel, Marc Simoncini et Jacques-Antoine Granjon) avec Hugo Clément, chargé de faire le lien avec les associations.
Au 6 juillet, soit quatre jours après le lancement de l'initiative, 35 députés et 7 sénateurs soutenaient l'organisation du référendum, et 220 000 personnes avaient signé la pré-pétition sur le site, mis en place à cette occasion. Le 17 août, la barre de 500 000 signataires de la pétition était franchies et au 19 août, 129 parlementaires soutenaient la tenue du référendum.

### Opposition et pressions
Dès l'annonce du projet, les représentants des chasseurs et syndicats d'éleveurs multiplie les actions, « inondant les parlementaires de courriers et de mails et demandant la démission de ceux soutenant l'initiative ». Les défenseurs de la courre sont les premiers à réagir, notamment par l'envoi aux parlementaires d'un manifeste de 12 pages détaillant « Dix raisons de ne pas interdire la chasse à courre » ainsi que d'un mail supposément écrit par un enfant de 13 ans, « dans un discours singulièrement étranger à l'enfance ».
Le 28 juillet, le président du Sénat Gérard Larcher adresse une lettre au président de la Fédération des associations de chasseurs aux chiens courants dans laquelle il « tient à [l'] assurer de l'attention qui sera la [s]ienne quant à l’avenir que pourrait connaître » le référendum, en lui rappelant son attachement à la chasse. Cette correspondance inquiète les associations, qui y voit un nouveau signe de collusion avec le lobby de la chasse.
Le lendemain du lancement de l'initiative, Willy Schraen publie sur le site de la Fédération national de chasse une lettre ouverte dénonçant « la dictature de l'émotion » et demandant « solennellement de ne pas engager notre démocratie sur le chemin de la haine et de la violence, d'où nous ne reviendrons jamais ».
Interrogé sur le référendum pour les animaux à l'occasion de la promotion du livre dans un entretien paru le 15 août dans le JDD, il appelle les parlementaires ayant signé en faveur du référendum pour les animaux à « rendre leur mandat » et qualifie l'initiative de « déni de démocratie »,.
Du côté de l'élevage, le principal syndicat, la FNSEA, publie le 26 août un communiqué intitulé « Convaincre nos parlementaires de ne pas signer le RIP pour les animaux » dans lequel il appelle à « enrayer la dynamique de signature » et demande à chaque antenne départementale de « rencontrer, ou à minima contacter, tous les parlementaires de son territoire, les convaincre de ne pas signer ou de retirer leur candidature ». La Coordination rurale appelle elle Joël Giraud, secrétaire d'État à la ruralité et soutien du RIP, à démissionner.
Pour Éric Diard, les parlementaires des territoires ruraux sont « paralysés par les lobbys de la chasse ou de l'élevage », en particulier ceux du Parti socialiste et des Républicains.

### Cas de la chasse à la glu

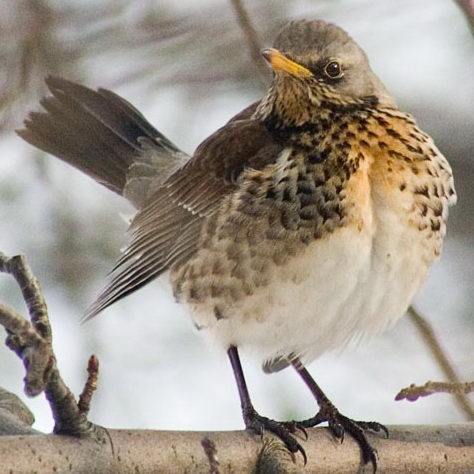
Les grives font partie des espèces visées par la chasse à la glu.

Mi juillet, Barbara Pompili, la ministre de la Transition écologique, annonce au président de la Fédération des chasseurs vouloir interdire la chasse à la glu, l'une des chasses dites « traditionnelles » visées par la proposition de référendum, consistant à piéger les oiseaux avec de la colle. Cette décision fait suite à la demande de la Commission européenne à la France de « réexaminer ses méthodes de capture d'oiseaux » dans les trois mois afin de se conformer à la « directive oiseaux », qui promeut la protection d'espèces menacées et interdit les recours à tout moyen de capture ou de mise à mort non sélective dans son article 8. Accueillie favorablement par la Ligue pour la protection des oiseaux (LPO), l'annonce est mal reçue par Willy Schraen, président de la Fédération nationale des chasseurs, qui menace d'engager des procédures judiciaires,. Le 26 août, il lui est signifié que la chasse à la glu était interdite cette année, et l'annonce est faite le lendemain. La LPO s'insurge de l'autorisation le même jour de l'abattage de près de 18 000 tourterelles des bois, espèce mondialement menacée.

## Popularité
Selon un sondage mené par l'IFOP réalisé les 15 et 16 juillet, 73 % de l'échantillon représentatif de la population française est favorable à la tenue d'un référendum sur la cause animale, et 89 % d'entre eux voterait en faveur de la loi proposée dans le cadre de ce référendum s'il avait lieu. Par ailleurs, le sondage ne révèle aucune différence significative entre classes sociales, entre population rurale et urbaine ou entre proximité politique, qui seraient toutes largement favorables à l'adoption d'une telle loi.
Un second sondage de l'IFOP réalisé entre le 5 et le 7 août révèle que 91 % des sondés sont favorables à l'obligation d'offrir un accès extérieur aux animaux, 86 % souhaitent que les bêtes destinées à l'abattage soient étourdies, 73 % partagent l'idée d'aider les cirques à organiser des spectacles sans animaux sauvages et soutient l'interdiction de l'expérimentation animale dans un délai de dix ans.

#### Contexte français
- Référendum d'initiative partagée
- Chasse en France
- Code rural et de la pêche maritime
- Code de l'environnement (France)
- Chronologie du droit de l'environnement en France
- Protection de l'environnement en France
- Écologie politique en France

#### Contexte international
- Liste des conventions internationales relatives à la protection de l'animal

#### Bien-être animal
- Bien-être animal
- Science du bien-être animal
- Souffrance chez les animaux sauvages
- Droits des animaux

#### Utilisation et cruauté envers les animaux
- Élevage des animaux à fourrure
- Expérimentation animale
- Opposition à l'utilisation d'animaux sauvages dans les cirques
- Cruauté envers les animaux